# إيزابيل غوميز مونيوث
إيزابيل غوميز مونيوث (بالإسبانية: Isabel Gómez Muñoz)‏ هي كاتِبة وشاعرة تشيلية، ولدت في 3 أكتوبر 1959 في كوريكو في تشيلي.